# سابينا مازو
سابينا مازو (مواليد 25 مارس 1997) هي لاعبة فنون قتال مختلطة كولمبية، تشارك في وزن الذبابة في بطولة القتال النهائي.

## وصلات خارجية
- سابينا مازو على موقع يو إف سي (الإنجليزية)
- سابينا مازو على موقع شيردوغ (الإنجليزية)
- سابينا مازو على موقع Tapology.com (الإنجليزية)